# بريندان غرين
بريندان غرين أو بريندان جرين (بالإنجليزية: Brendan greene)‏ ولدفي باليشانون بأيرلندا في عام (1976). وهو من الجنسية الأيرلندية ، وعلامة البروج له هي الحمل. ومع ذلك، لا توجد أي معلومات مكتوبة عن والديه وعائلته. نشأ وترعرع في معسكر Curragh ، وهو معسكر للجيش في أيرلندا. أكمل تخرجه من الكلية المحلية لأيرلندا في الفنون الجميلة

## حياته
وُلد بريندان 1976 في مدينة بالشانون، ونشأ في معسكر للجيش في معسكر كراجي . لديه ابنة يشترك معها رابطة كبيرة، لكن لا يعرف شيئًا عن أسرته .

## مطور الالعاب
بدأ بريندان مسيرته المهنية كدي جي ومصور وبدأ استكشاف أفكاره في تصميم المواقع الإلكترونية في ساو باولو. في عام 2013 ، بدأ دراسة المراحل المختلفة فيما يتعلق بقواعد الألعاب التي أنشأها أفراد آخرون وغير لعبة Arma 2 ، التي كان دافعها فيلم ياباني توقع «ألعاب الجوع» المسماة Battle Royale.
مع أحدث إبداعاته في لعبة الفيديو، PUBG ، كان يتمتع بإيرادات هائلة من حياته المهنية. تمتلك شركة Bluehole Inc ، التي أنشأها، ما قيمته 4.6 مليار دولار وباع 13 مليون نسخة في عام 2017. مع كل هذه الأعمال، تشير التقديرات إلى أن برندان تبلغ قيمتها الصافية 200 مليون دولار.

## عائلته
متزوج ومطلق لديه ابنة في أوائل الثلاثينيات من عمره، تزوج بريندان من فتاة برازيلية وانتقلت إلى بلدها. بسبب بعض الظروف، انفصل عن زوجته وكسر للغاية لشراء طائرة التذاكر للعودة إلى المنزل. إنه طريقة سرية للغاية عن حياته الشخصية.
فإن بريندان لديه علاقة جيدة مع ابنته وغالبًا ما يذكر ابنته في تغريداته على تويتر. بعد طلاقه، تباعد تركيزه فقط على حياته المهنية.